# Danny Demyanenko

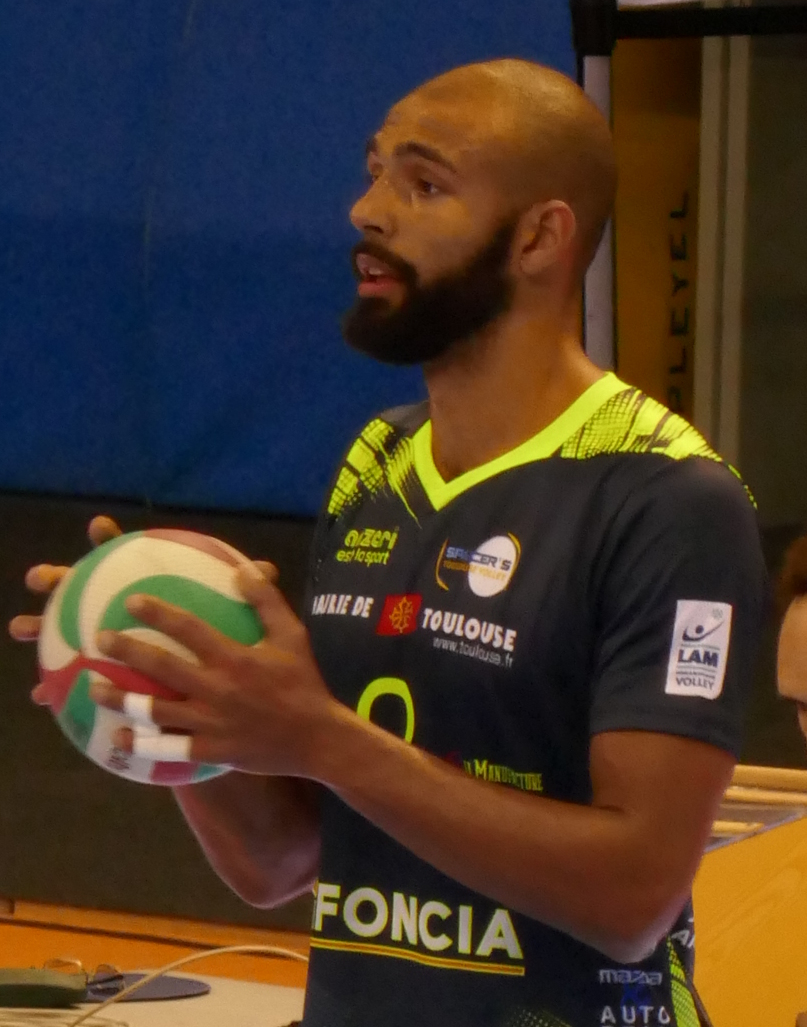
Danny Demyanenko zawodnikiem Spacer's de Toulouse w sezonie 2019/2020

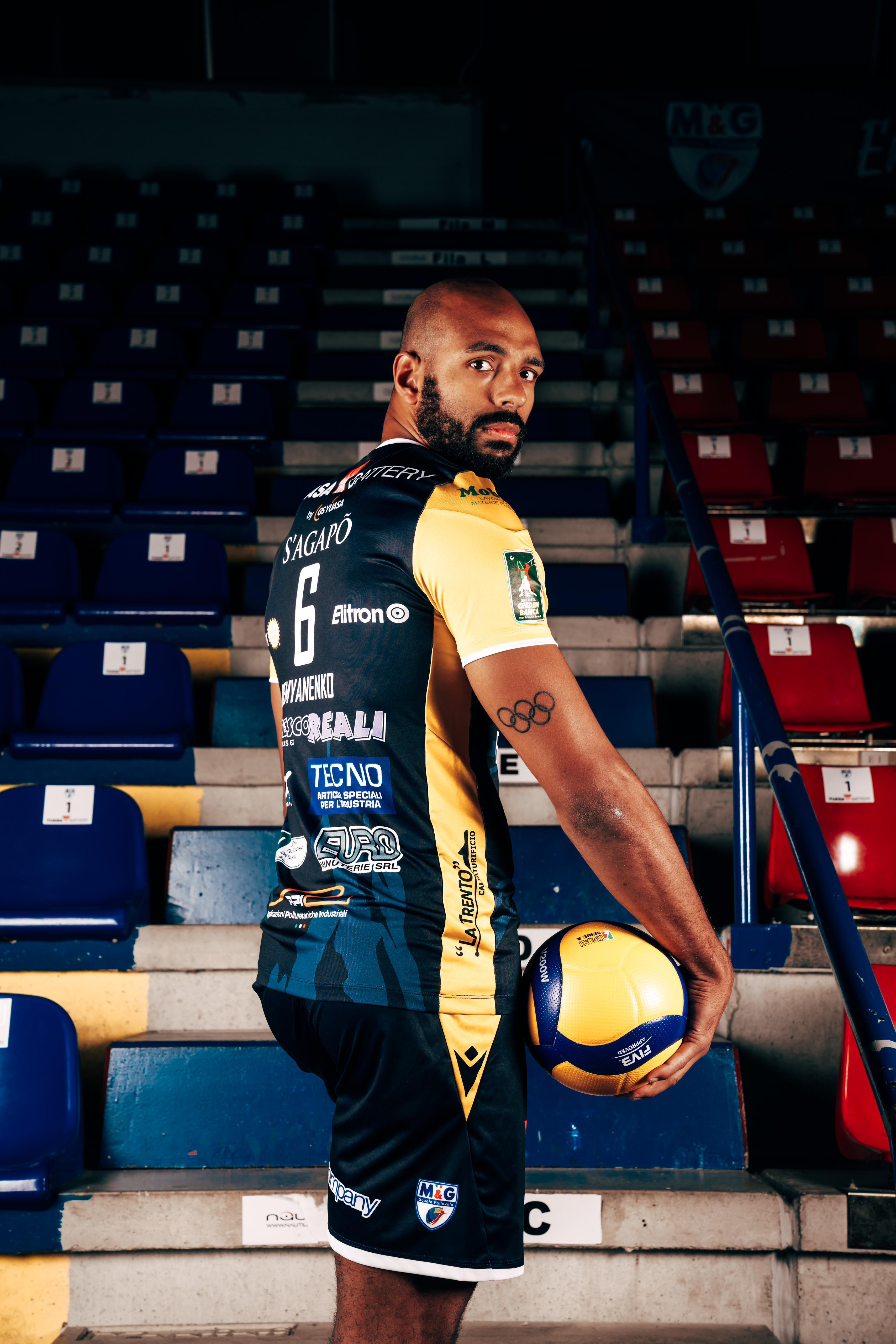
Danny Demyanenko zawodnikiem Yuasa Battery Grottazzolina

Danny Demyanenko Jiménez (ur. 13 lipca 1994 w Toronto) – kanadyjski siatkarz, reprezentant kraju, grający na pozycji środkowego.
Jego ojciec pochodzi z Ukrainy, a mama z Dominikany. Pierwszy kontakt z siatkówką miał w wieku 14 lat. Przed próbowaniem swoich sił w siatkówkę, trenował pływanie, gdzie osiągał dobre wyniki. Zdobył 7 złotych medali na zawodach OFSAA, a także był członkiem szkolnej drużyny siatkarskiej Saint Michael’s College School, z którą zdobywał tytuły mistrza ligi CISAA oraz złote medale mistrzostw prowincji Ontario. Jego wzorem do naśladowania jest koszykarz NBA - LeBron James.
Na McMaster University Marauders ukończył studia z prawa i z filozofii politycznej.
19 grudnia 2024 roku przyszła na świat jego córka o imieniu Nova Juliette.
6 marca 2025 roku otrzymał obywatelstwo francuskie.
Po fazie zasadniczej we włoskiej Superlega (2024/2025) w rankingu blokujących zajął 3. miejsce, gdzie miał na koncie 49 punktowych bloków. 

## Kariera klubowa
| Kariera juniorska | Kariera juniorska                      | Kariera juniorska | Kariera juniorska | Kariera juniorska | Kariera juniorska | Kariera juniorska | Kariera juniorska | Kariera juniorska | Kariera juniorska | Kariera juniorska |
| ----------------- | -------------------------------------- | ----------------- | ----------------- | ----------------- | ----------------- | ----------------- | ----------------- | ----------------- | ----------------- | ----------------- |
| Lata              | Klub                                   |                   |                   |                   |                   |                   |                   |                   |                   |                   |
| 2008–2012         | Saint Michael's College School Toronto |                   |                   |                   |                   |                   |                   |                   |                   |                   |
| Kariera seniorska |                                        |                   |                   |                   |                   |                   |                   |                   |                   |                   |
| Lata              | Klub                                   |                   |                   |                   |                   |                   |                   |                   |                   |                   |
| 2012–2017         | McMaster University Marauders          |                   |                   |                   |                   |                   |                   |                   |                   |                   |
| 2017–2020         | Spacer's de Toulouse                   |                   |                   |                   |                   |                   |                   |                   |                   |                   |
| 2020–2024         | Montpellier HSC VB                     |                   |                   |                   |                   |                   |                   |                   |                   |                   |
| 2024–2025         | Yuasa Battery Grottazzolina            |                   |                   |                   |                   |                   |                   |                   |                   |                   |
| 2025–             | Asseco Resovia Rzeszów                 |                   |                   |                   |                   |                   |                   |                   |                   |                   |

## Sukcesy klubowe
Ontario University Athletics:
- 2013, 2014, 2015, 2016, 2017

Mistrzostwa U Sports:
- 2013[15], 2016[16]
- 2014, 2015, 2017

Mistrzostwo Francji:
- 2022[17]

Superpuchar Francji:
- 2022[18]

## Sukcesy reprezentacyjne
Mistrzostwa Ameryki Północnej, Środkowej i Karaibów Juniorów:
- 2012[19]

Mistrzostwa Ameryki Północnej, Środkowej i Karaibów:
- 2021[20], 2023[21]

## Udział siatkarza w pozostałych międzynarodowych turniejach w reprezentacji Kanady
Puchar Panamerykański:
- 4. miejsce 2017[22]
- 6. miejsce 2018[23]
- 7. miejsce 2019[24]

Puchar Świata:
- 9. miejsce 2019[25]

Liga Narodów:
- 8. miejsce 2021[26]
- 15. miejsce 2022[27]
- 12. miejsce 2023[28]
- 6. miejsce 2024[29]

Igrzyska Olimpijskie:
- 10. miejsce 2024[30]

## Nagrody indywidualne
- 2012: Najlepszy atakujący Mistrzostw Ameryki Północnej, Środkowej i Karaibów Juniorów[31]
- 2023: Najlepszy środkowy Mistrzostw Ameryki Północnej, Środkowej i Karaibów[32]